# Cormocephalus devylderi
Cormocephalus devylderi är en mångfotingart som beskrevs av Carl Oscar von Porat 1893. Cormocephalus devylderi ingår i släktet Cormocephalus och familjen Scolopendridae. Inga underarter finns listade i Catalogue of Life.